# Harold H. Chase
Harold H. Chase (* 31. März 1912 in Springfield, Missouri; † 24. Oktober 1976 in Salina, Kansas) war ein US-amerikanischer Politiker. Zwischen 1961 und 1965 war er Vizegouverneur des Bundesstaates Kansas.

## Werdegang
Harold Chase absolvierte die Kansas Wesleyan University. Nach einem anschließenden Jurastudium an der Washburn University und seiner Zulassung als Rechtsanwalt begann er in Salina in diesem Beruf zu arbeiten. Während des Zweiten Weltkrieges war er Militäranwalt (Judge Advocate) in den amerikanischen Streitkräften. Im Jahr 1946 vertrat er die Anklage in dem in Frankfurt stattfindenden Prozess um den Raub der hessischen Kronjuwelen. Später nahm er auch am Koreakrieg teil. Dann schlug er als Mitglied der Republikanischen Partei eine politische Laufbahn ein.
1960 wurde Chase an der Seite von John Anderson zum Vizegouverneur von Kansas gewählt. Dieses Amt bekleidete er zwischen  dem 9. Januar 1961 und dem 11. Januar 1965. Dabei war er Stellvertreter des Gouverneurs. Im Jahr 1964 strebte er erfolglos die Nominierung seiner Partei für die anstehenden Gouverneurswahlen an. Er starb am 24. Oktober 1976 in Salina, wo er auch beigesetzt wurde.